# Mykolajiwka (Charzysk)
Mykolajiwka (ukrainisch Миколаївка; russisch Николаевка/Nikolajewka) ist eine Siedlung städtischen Typs im Osten der Ukraine in der Oblast Donezk mit etwa 150 Einwohnern.

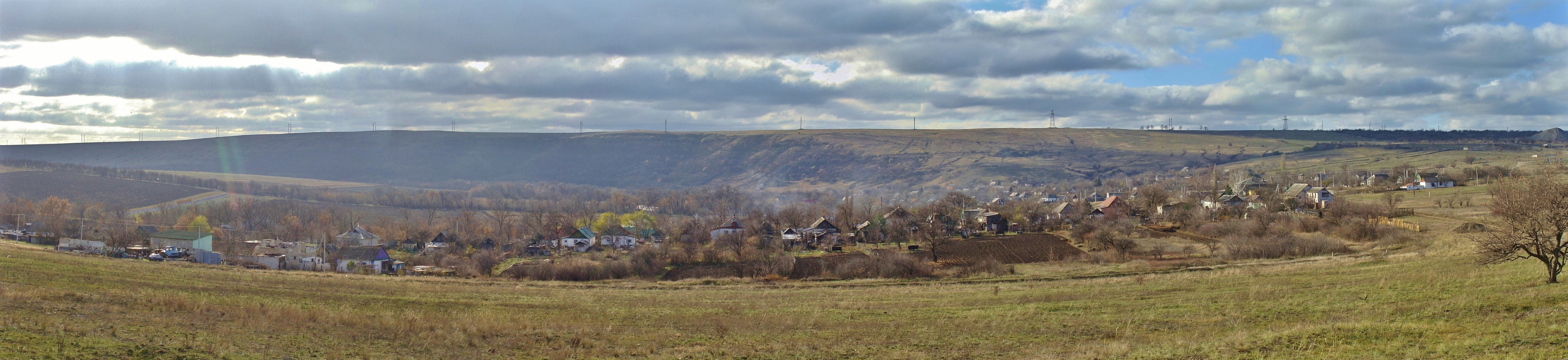
Blick auf den Ort

Die Siedlung städtischen Typs befindet sich im Südosten des Stadtgebiets von Charzysk, etwa 8 Kilometer vom Stadtzentrum von Charzysk und 28 Kilometer östlich vom Oblastzentrum Donezk an der Bahnstrecke von Ilowajsk nach Tores gelegen.
Verwaltungstechnisch gehört der Ort zur Stadtgemeinde von Charzysk und ist hier wiederum zusammen mit einem Dorf und einer Siedlung sowie der Stadt Suhres selbst der Stadtratsgemeinde von Suhres untergeordnet.
Der Ort, welcher bereits im 19. Jahrhundert bestand, hat seit 1957 den Status einer Siedlung städtischen Typs, im Verlauf des Ukrainekrieges wurde der Ort 2014 durch Separatisten der Volksrepublik Donezk besetzt.